# Португалска гитара
Португалска гитара (порт. guitarra portuguesa) је жичани инструмент са дванаест челичних жица нанизаних у шест низова по две жице. Представља један од ретких музичких инструмената који још увек користе кључ. Иконично је повезан са музичким жанром познатим као фадо.

## Историја
Најраспрострањенија португалска гитара је претрпела значајне техничке измене у прошлом веку по питању димензије и система механичког подешавања иако је задржала исти број жица и технику свирања карактеристичну за ову врсту инструмента. Потомак је средњовековне цитоле која се користила у Португалу од 13. века у круговима трубадура и у периоду ренесансе, иако је у почетку била ограничена на племиће. У 17. и 18. веку је постао популаран и коришћен у позориштима, кафанама и берберницама. Године 1649. је објављен каталог Краљевске музичке библиотеке Жоаоа IV од Португалије који садржи најпознатије књиге цитерн музике страних композитора 16. и 17. века. Енглеска гитара је нестала као посебан инструмент средином 19. века у Португалу, као и другде, али је имала утицај на каснију португалску гитару која је као посебан инструмент развијена средином 19. века. Португалска гитара се користи за соло певање као и за пратњу класичне гитаре и повремено контрабаса, често се користи у концертним салама, фестивалима класичне и светске музике широм света.